# Kyariaūman

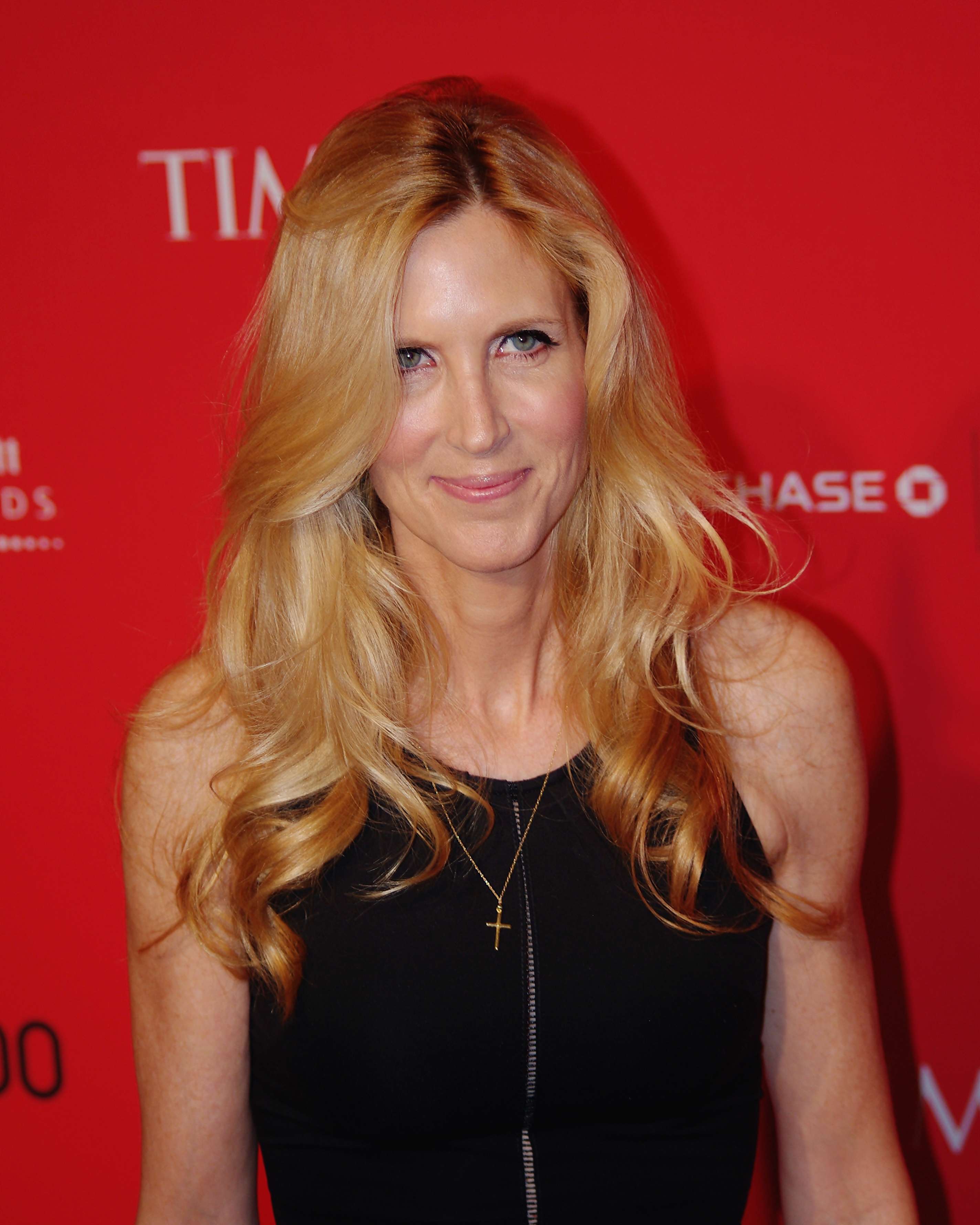
Ann Coulter tại buổi dạ tiệc Time 100 năm 2012

Kyariaūman (キャリアウーマン) là một thuật ngữ tiếng Nhật để chỉ phụ nữ sự nghiệp. Cô ấy là phụ nữ Nhật Bản, có thể đã lập gia đình hoặc chưa, và theo đuổi một sự nghiệp để kiếm sống và thăng chức hơn là một bà nội trợ không có việc làm ngoài xã hội. Thuật ngữ bắt đầu được dùng khi phụ nữ được mong đợi kết hôn và trở thành bà nội trợ sau một khoảng thời gian ngắn làm việc như một "phụ nữ công sở".
Thuật ngữ này được sử dụng ở Nhật Bản để mô tả tương đương với từ sararīman (サラリーマン) trong tiếng Nhật; cô ta là người phụ nữ làm việc để được trả lương. Cô ấy mưu cầu bổ sung vào thu nhập của gia đình nhờ công việc hoặc mong muốn duy trì sự độc lập bằng cách theo đuổi sự nghiệp như một phụ nữ lao động.